# Claudia Pătrășcanu
Claudia Pătrășcanu (n. 6 octombrie, 1978 în Constanța, România ), numită și Claudette
este o cântăreață română.
Și-a început cariera muzicală în anul 1998 cu trupa Exotic, în care a fost colegă cu Andreea Bănică și Julia Chelaru.
În 2001, după ce Andreea Bănică a părăsit trupa pentru a forma grupul Blondy împreună cu Cristina Rus, Claudia Pătrașcanu și Julia Chelaru au format trupa Sexxy, care a existat până în mai 2006.
În decursul ultimilor ani, numele Claudiei Pătrășcanu a continuat să fie în atenția publicului mai degrabă prin apariția în tabloide decât pe scenă.
În anul 2011 a decis să-și relanseze cariera muzicală sub pseudonimul Claudette.

## Legaturi externe
- Claudia Sexxy - So funky, Jun  5, 2008, YouTube
- Claudia Sexxy - Maleya (Lyric Video), Jan 18, 2013, DogMusicBPM, YouTube